# Dra. Darci
Dra. Darci é um sitcom brasileiro, estrelado por Tom Cavalcante e Fabiana Karla produzido pela Formata, criado por Cláudio Torres Gonzaga e exibido pelo canal Multishow. A equipe de roteiristas é encabeçada por Bruno Motta e Marcela Leal, Rodrigo Fernandes, Marcus Aurelius, Lili Prata, Marcio Américo. A redação final é de Fábio Güeré e Chico Amorim.

## Premissa
1ª Temporada (2018)
Ao ser demitido de seu emprego como professor de uma Universidade, o terapeuta Darci (Tom Cavalcante) e sua mulher, Cíntia (Fabiana Karla) são forçados a ser mudar para um apartamento novo. Darci resolve abrir um consultório no próprio apartamento para ajudar a pagar as contas, além de aceitar um trabalho numa rádio enviando respostas para perguntas dos ouvintes. Porém, no primeiro dia, o locutor Percival Flores do Campo (Marcelo Marrom) se engana ao ler a resposta do terapeuta, confundindo o doutor com uma doutora. Devido ao sucesso, Darci é convidado para responder as perguntas ao vivo, mas para isso tem que se passar por mulher, e assim surge a Dra. Darci, que devido a fama na rádio passa a atender também no consultório do apartamento. A esposa Cintia e os filhos Fernando (Gustavo Daneluz), Débora (Fernanda Concon) e Julinha (Manuela Haidar) que aceitam a vida dupla do pai, mas para todos os outros tem que dizer que Darcy e Dra. Darci são irmãos. Ao mesmo tempo que são forçados a esconder a situação do avó materno, o General Armando (Roberto Guilherme) e da vizinha Mirtes (Juliana Guimarães). As confusões geradas pelo disfarce, os clientes que aparecem a cada episódio e a vida dupla do protagonista e a repentina paixão do sogro pela Dra. Darci fazem o fio condutor das tramas desta comédia.
2ª Temporada (2020)
Na nova temporada, após a falência da rádio 42FM, Darci (Tom Cavalcante) decide investir na carreira de influenciador digital e cria um canal no YouTube, enquanto continua atendendo pacientes em seu consultório em casa. Suas filhas, Debora (Fernanda Concon) e Julinha (Manuela Aidar), e sua esposa Cintia (Fabiana Karla) se mudam para os Estados Unidos para estudar. 
3ª Temporada (2020)
Darci também é convidado para escrever uma coluna semanal em um renomado jornal, trazendo sua sagacidade e humor para as páginas impressas. Enquanto Darci se adapta a suas novas funções, Com as meninas indo estudar nos Estados Unidos, Darci e Cintia com o desafio de lidar com a saudade e a adaptação à rotina sem elas. Mas completar a  família, Nico, um parente distante e excêntrico, chega para morar com eles, prometendo trazer ainda mais confusão e momentos hilários para o dia a dia da casa. 

## Elenco
| Ator              | Personagem                  | Temporadas | Temporadas | Temporadas | Temporadas |   |
| Ator              | Personagem                  | 1 (2018)   | 2 (2020)   | 3 (2020)   | 4 (2024)   |   |
| ----------------- | --------------------------- | ---------- | ---------- | ---------- | ---------- | - |
| Tom Cavalcante    | Darci Cruz/Dra. Darci       |            |            |            |            |   |
| Fabiana Karla     | Cíntia Cruz                 |            |            |            | —          | — |
| Gustavo Daneluz   | Fernando Cruz               |            |            |            | —          | — |
| Juliana Guimarães | Mirtes Lorezzo              |            |            |            | —          | — |
| Roberto Guilherme | General Armando             |            |            |            | —          | — |
| Fernanda Concon   | Débora Cruz                 |            |            | —          | —          |   |
| Manuela Haidar    | Julia Cruz                  |            |            | —          | —          |   |
| Lucas Veloso      | Nico                        | —          |            |            | —          | — |
| Cridemar Aquino   | Waldemar                    | —          | —          |            | —          | — |
| Pedro Ottoni      | Marcos (Marquinho)          | —          | —          | —          |            |   |
| Evelyn Castro     | Grazielle Fernandes (Grazi) | —          | —          | —          |            |   |
| Luana Martau      | Erika Santos                | —          | —          | —          |            |   |
| Julio Rocha       | Inácio                      | —          | —          | —          |            |   |
| Orlando Caldeira  | Lincoln                     | —          | —          | —          |            |   |

## Participações Especiais
| 1º Temporada (2018)       | 1º Temporada (2018) | 1º Temporada (2018)                  |
| Nome                      | Papel               | Notas                                |
| ------------------------- | ------------------- | ------------------------------------ |
| Zezé di Camargo           | Marioswaldo         | Ep. 01: Fala Darci                   |
| Bruno de Luca             | Walfi               | Ep. 02: Vovô Viu                     |
| Lexa                      | Valentina           | Ep. 03: Fê, menino!                  |
| Whindersson Nunes         | Gerald              | Ep. 04: Pra Frente Brasil            |
| Aline Riscado             | Pâmela              | Ep. 05: Dieta em Família             |
| Luísa Sonza               | Julinha             | Ep. 06: Menina Gênio                 |
| Rafael Cortez             | Jarbas              | Ep. 07: O Quadro do Vovô             |
| Nicole Bahls              | Ela Mesma           | Ep. 08: Aqui Nunca                   |
| Yudi Tamashiro            | Clóvis              | Ep. 09: Sonâmbulo                    |
| Ana Paula Renault         | Maristela           | Ep. 10: Adivinha Quem Veio Pra Ficar |
| Rosemary Belkiss          | Morgana             | Ep. 11: Velha Senhora                |
| Warley Santana            | Antenor             | Ep. 12: O Aniversário                |
| Wanessa Camargo           | Leandra             | Ep. 14: A Concorrente                |
| Tiago Barnabé             | Drª Darlene         | Ep. 14: A Concorrente                |
| Nathalia Guimarães        | Buba                | Ep. 15: Vota Darci                   |
| Adriane Galisteu          | Adalgisa            | Ep. 16: Greve de Mãe                 |
| Falcão                    | Caveirão            | Ep. 17: Filho do Pai                 |
| Lucas Veloso              | Caveirinha          | Ep. 17: Filho do Pai                 |
| Carlos Alberto de Nóbrega | Seu Manuel          | Ep. 18: Entrando Pelo Buraco         |
| Vinícius Vieira           | Lauro               | Ep. 19: Dupla Identidade             |
| Maurício Meirelles        | Gustavo             | Ep. 20: Recasamento                  |
| Ricardo Macchi            | Claudinho           | Ep. 20: Recasamento                  |

## Produção
Gravado ao vivo nos estúdios da produtora Formata, o sitcom é produzido em duas etapas. Um dia de ensaio com o elenco e um dia de gravações com a platéia.